# Karl von Müller
Karl Friedrich Max von Müller (16 de junio de 1873 - 11 de marzo de 1923) fue un oficial naval y político alemán conocido sobre todo por haber sido el capitán de un famoso barco, el crucero ligero SMS Emden, que se dedicó con notable éxito a tareas de corso para el Imperio alemán durante la I Guerra Mundial.

## Primeros años y carrera militar
Hijo de un coronel del Ejército Prusiano, Müller nació en Hannover el 16 de junio de 1873. Tras pasar por los gymnasium de Hannover y Kiel ingresó en la academia militar de Plön en Schleswig-Holstein pero fue transferido posteriormente, en la Pascua de 1891, a la Marina Imperial Alemana. Müller sirvió primero en el buque-escuela Stosch y más tarde en el SMS Gneisenau realizando una travesía por las Américas. Fue nombrado teniente del barco de guerra  SMS Baden en octubre de 1894 y más tarde transferido con el mismo rango al barco gemelo del Baden, el SMS Sachsen.
Müller fue ascendido a Oberleutnant zur See (teniente primero) y destinado a la cañonera Schwalbe. Durante su servicio en la cañonera por aguas del África Oriental Alemana contrajo la malaria motivo por el cual estuvo arrastrando y acumulando problemas de salud durante el resto de su vida.
Tras su regreso a Alemania en 1900, Müller sirvió en la costa como segundo oficial artillero del buque de guerra SMS Kaiser Wilhelm II. Un encuentro con el Jefe del Almirantazgo, Enrique de Prusia resultó ser el punto de inflexión para lograr el éxito en su carrera. Después de recibir los más altos elogios y positivas valoraciones por parte de sus superiores fue ascendido a Korvettenkapitän (capitán de corbeta) y asignado al Reichsmarineamt (Oficina Naval Imperial) en Berlín donde impresionó al mismísimo almirante Alfred von Tirpitz.

## Acciones

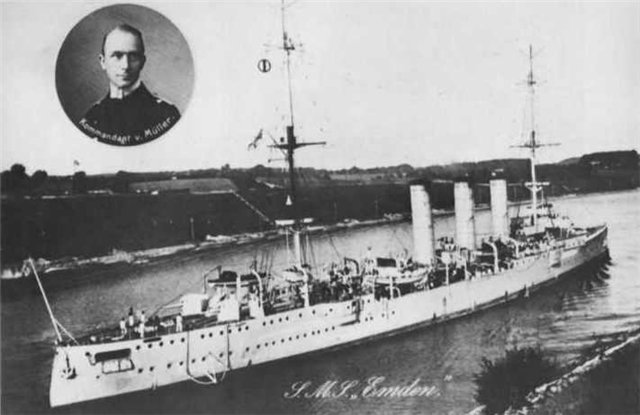
Postal conmemorativa con el SMS Emden y el retrato de Karl von Müller

Como recompensa por su admirable trabajo en Berlín a Müller se le otorga el mando del crucero liviano  SMS Emden en la primavera de 1913. No tardó en alcanzar fama y notoriedad por toda la Alemania Imperial  por su gran iniciativa y habilidad mostrada para hostigar a las fortalezas rebeldes asentadas a lo largo del río Yangtsé hasta Nankín. Por estos logros se le concedió la Orden de Real Corona Prusiana (3.º clase) con espadas.
Al estallar la I Guerra Mundial el Emden se encontraba anclado en la base naval alemana de Qingdao. Se hizo a la mar al atardecer del 31 de julio de 1914 y el 4 de agosto interceptó y capturó al vapor-correo ruso Rjäsan, el cual fue el primer botín de guerra tomado por la Marina Imperial Alemana en la Gran Guerra. Después el Emden se reunió con el Kreuzergeschwader (Escuadrón Alemán de Asia oriental) del almirante Maximilian von Spee en las Islas Marianas.
Durante una conferencia celebrada en la isla de Pagán,  Müller propuso su plan de dedicar un simple crucero ligero, separado del resto escuadrón, que se encargaría de atacar las líneas de comercio aliado en el Océano Índico, mientras que el escuadrón de Spee continuaba su navegación a través del Pacífico oriental. Su plan no sólo fue aceptado sino que fue al propio Müller, a mando del Emden, a quien se asignó la responsabilidad de llevarlo a cabo.
Durante los siguientes doce meses Müller y su barco cosecharon gran fama por su mezcla de osadía y caballerosidad jamás igualada por ningún otro barco o capitán alemán. Este reconocimiento se debía sobre todo a que Müller era extremadamente escrupuloso a la hora de evitar daños a civiles y a no combatientes. En el transcurso de 14 acciones los únicos marinos mercantes muertos por las armas del Emden , fueron cinco personas que perecieron durante un bombardeo a unos tanques británicos de combustible y a un barco mercante en el puerto de Madrás en la India británica y si no hubo un mayor número de víctimas fue gracias a las precauciones de Müller para que la línea de fuego no llegara a zonas civiles.
El Emden también hundió el crucero ruso Zhemchug y el destructor francés Mousquet durante la Batalla de Penang en la Malasia británica. Treinta y seis supervivientes del Mousquet fueron rescatados por el Emden y cuando tres de ellos murieron a causa de sus heridas se celebró un sepelio marino con todos los honores. El resto de franceses fueron transferidos al vapor británico Newburn al que interceptó el Emden pero que no atacó para permitirle que alcanzara un puerto neutral donde pudiera desembarcarlos.

## Derrota y cautiverio
El 8 de noviembre de 1914 el Emden se hallaba en las inmediaciones de las Islas Cocos y Müller envió una patrulla de desembarco para destruir la estación costera de radio que había en el puerto. Sin embargo, la estación consiguió enviar una señal de socorro que captó el crucero ligero australiano HMAS Sydney, el cual gracias a su superior armamento, consiguió arrinconar al barco alemán. Tras enconada lucha, conocida como la Batalla de las Cocos, Müller junto a su tripulación superviviente fueron capturados y enviados al Fuerte Verdala en Malta. El destacamento que había desembarcado en la costa consiguió escapar y volvieron a Alemania gracias al liderazgo del primer oficial del Emden, Hellmuth von Mücke.
Por otro lado, el 8 de octubre de 1916, Müller fue separado del resto de prisioneros del Emden y llevado a Inglaterra donde ingresó en un campo de prisioneros para oficiales alemanes situado en terrenos que actualmente forman parte de la Universidad de Nottingham. En 1917 lideró una fuga a través de un túnel junto a otros 21 prisioneros pero fue capturado de nuevo. El clima de Inglaterra resultaba muy perjudicial para su malaria por lo que terminó siendo enviado a Holanda, como parte de un acuerdo de intercambio de prisioneros, para que fuera tratado de su enfermedad. En octubre de 1918, un mes antes de la firma del armisticio,fue repatriado a Alemania.

## Últimos años

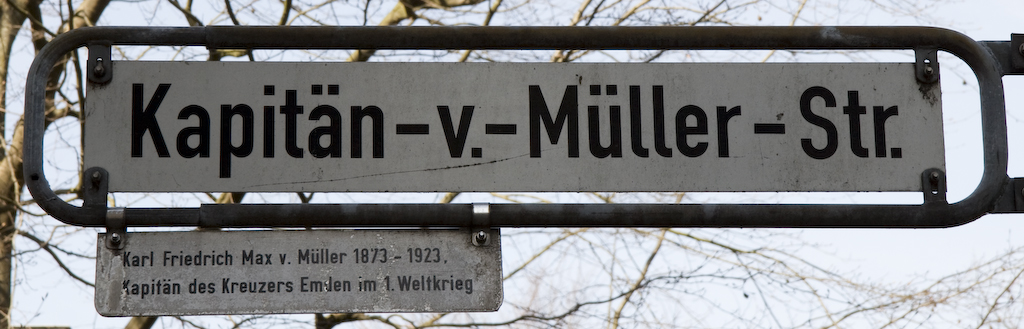
Calle capitán v. Müller en Hannover

A Müller se le concedió la Pour le Mérite y fue ascendido a capitán de navío. A principios de 1919 se retiró de la Armada debido a sus problemas de salud para instalarse en Blankenburg. Rechazó escribir un libro donde narrara sus actos de guerra y hazañas. Como miembro del Partido Nacional del Pueblo Alemán fue elegido para el parlamento estatal del Estado Libre de Brunswick. Murió de repente el 11 de marzo de 1923, a los 49 años, posiblemente debilitado por sus frecuentes brotes de malaria.